# تونس في بطولة العالم لألعاب القوى 2015
 شاركت تونس في بطولة العالم 2015 لألعاب القوى في بكين، الصين، في الفترة من 22 إلى 30 أغسطس 2015.

## الحاصلون على ميداليات
| ميدالية | رياضي         | حدث            | تاريخ    |
| ------- | ------------- | -------------- | -------- |
| فضية    | حبيبة الغريبي | 3000 متر حواجز | 26 أغسطس |